# Jurodidae
Die Jurodidae sind eine kleine Familie der Käfer mit nur einer rezenten Art, Sikhotealinia zhiltzovae, von der bisher nur ein einziges Exemplar (das Typusexemplar) gefunden worden ist. Fossil sind vier weitere Arten bekannt, die alle in die Gattung Jurodes gestellt werden. Jurodidae gehören zu der sehr ursprünglichen Unterordnung Archostemata.

## Merkmale
Jurodidae sind mit etwa 4 bis 6 Millimeter Körperlänge kleine, im Leben etwas abgeplattete Käfer mit etwa ovalem Körperumriss. Sie ähneln in der generellen Gestalt etwas den Rhysodidae. Der Kopf ist etwa genauso lang wie breit und nach hinten verschmälert, er trägt neben den großen, seitlich etwas aus der Kopfkontur vorragenden Komplexaugen drei Punktaugen (Ocelli), die auf einer etwas erhöhten Region der Stirn (Frons) sitzen. Die Stirnplatte (Clypeus) und das Labrum liegen frei. Die elfgliedrigen Antennen sind in den Gena vor den Komplexaugen oder am Vorderrand der Frons eingelenkt, sie sind relativ kurz und erreichen zurückgelegt niemals die Basis der Flügeldecken. Das letzte Fühlerglied ist eiförmig und etwa doppelt so lang wie das vorletzte. Das Pronotum ist klein, etwa gleich breit, aber kürzer als der Kopf und weniger lang als breit, es ist viel schmaler als die Basis der Elytren; seine Seiten sind gerundet. Das Scutellum ist klein und hinten abgerundet. Die Elytren tragen Punktreihen, die Reihenpunkte sind etwa um ihren Durchmesser voneinander entfernt.
Die fossilen Arten unterscheiden sich von der rezenten Art durch die etwas längeren Antennen, die Lage der Fühlereinlenkung und der Gestalt des Hinterhaupts (bei der rezenten Art mit halsförmiger Abschnürung und deutlichen Schläfen). Außerdem besitzen die fossilen Arten mehr Punktreihen auf den Flügeldecken und das Geäder der Hinterflügel differiert etwas. Alle übrigen Merkmale sind sehr ähnlich. Sikhotealinia zhiltzovae kann daher als Lebendes Fossil mit seit dem Mesozoikum unveränderter Morphologie eingestuft werden.
Wichtig für die systematische Position der Familie ist die Gestalt der Bauchseite des Rumpfabschnitts (Thorax).

## Fundorte und Verbreitung
Die rezente Art wurde im Sichote-Alin-Gebirge in der Region Primorje im Osten Russlands entdeckt. Die fossilen Arten stammen aus zwei Lagerstätten: Zuerst entdeckt wurden sie in der Lagerstätte Novospasskoe nahe Unda im russischen Transbaikalien. Aufgeschlossen sind die kalkigen Sedimente eines Süßwassersees, das Alter wird auf ca. 183 bis 172 Millionen Jahre abgeschätzt. Die chinesischen Funde stammen aus Daohugou im Kreis Ningcheng im Nordosten der Inneren Mongolei, China. Die Daohugou-Schichten sind eine bedeutende Fossillagerstätte aus feinkörnigem Sandstein und Tonstein in Wechsellagerung mit Tuffstein. Sie wurden vermutlich am Ende des Mitteljura oder zu Beginn des Oberjura, vor etwa 159 bis 164 Millionen Jahren, im Süßwasser abgelagert. Aus der Lagerstätte sind  Käferfossilien aus mehr als 10 Familien bekannt. Die fossilen Funde und der rezente Fundort liegen auffallenderweise relativ nahe benachbart.

## Systematik
Es sind fünf Arten in zwei Gattungen beschrieben:
- Gattung Jurodes
  - Jurodes ignoramus Ponomarenko, 1985. Typusart der Gattung (und damit auch der Familie). Novospasskoe, Russland
  - Jurodes minor Ponomarenko, 1990.  Novospasskoe, Russland
  - Jurodes daohugouensis Yan et al., 2014. Daohugou, China
  - Jurodes pygmaeus Yan et al., 2014. Daohugou, China
- Gattung Sikhotealinia
  - Sikhotealinia zhiltzovae Lafer, 1996. rezent.

Die Einordnung der Familie war zunächst problematisch, weil einige Merkmale auf nähere Verwandtschaft mit den Adephaga hindeuteten, während andere als typisch für die Polyphaga angesehen wurden. Inzwischen ist nach neueren phylogenetischen Untersuchungen die Zugehörigkeit zu den Archostemata recht gut abgesichert. Die interne Phylogenie der Archostemata ist weitgehend ungeklärt; eine Schwestergruppe der Familie kann daher nicht angegeben werden.